# Senarat
Senarat, aussi connu sous le nom de Senarath Adahasin, est un souverain du royaume de Kandy de 1604/1609 à décembre 1634/janvier 1635

## Accession au trône
Senarat est considéré comme le successeur de Vimaladharmasuriya Ier de Kandy. Cependant les récits des sources primaires sont confus sur les événements qui surviennent après la mort du roi Vimaladharmasuriya Ier. Senarat est réputé être le frère ou le cousin germain du roi défunt. Ancien prêtre, il abandonne la robe et s'impose comme régent, de 1604 à 1609, du fils né de l'union de son prédécesseur avec Dona Catarina de Kandy. Il épouse ensuite non seulement la veuve mais également les deux filles de Vimaladharmasuriya Ier afin de légitimer ses droits contestables au trône. L'héritier légitime, Mahastane Adahasin, disparaît dans des circonstances obscures, peut-être empoisonné, dès 1612, et sa mère Dona Catarina meurt de chagrin l'année suivante.

## Succession
Avant de mourir, il partage son royaume entre ses beaux-fils et son propres fils. Il désavantage les deux premiers en faveur de son fils Râjasimha II, qui hérite de la plus grande partie du royaume, comprenant la capitale Kandy. Ses deux beaux-fils meurent peu après, peut-être à l'instigation de Senerat, et Rajasinha II devient le seul souverain du royaume de Kandy.